# Линейни крайцери тип „G3“
G3 (на английски: G3 battlecruisers) са проект за линейни крайцери на Британския Кралски флот от началото на 1920-е години. Разработват се в противовес на японските и американските линейни крайцери в хода на възобновилата се след Първата световна война гонка в морските въоръжения. Предполага се построяването на 4 единици. Във връзка с решенията на Вашингтонската конференция не са залагани, но фактът за наличието на този проект изиграва важна роля в хода на преговорите.

## История на създаването
Според резултатите на Първата световна война, в съответствие със стратегическите планове на Великобритания, Германската империя е извадена от числото на водещите морски държави. Въпреки това надпреварата във военноморските въоръжения не само че не се прекратява, а обратно – се усилва. Тласък за това е приетия през 1916 г. от Конгреса на САЩ закон за флота, предвиждащ създаването на най-големите в света ВМС под лозунга „Second to none“. Тази програма предполага създаването на флот, способен едновременно да води успешна морска война с Великобритания и Япония в два океана – Атлантическия и Тихия. Планът е, в частност, да се построят 6 линейни крайцера от типа „Лексингтън“ – бързоходни, мощно въоръжени, но слабо защитени кораба. Програмата предизвиква крайното безпокойство на Япония, която, на свой ред, приема плана „8 – 8“, набелязващ строителството на нов мощен флот, включващ и 8 линейни крайцера – 4 от типа „Амаги“ и 4 от типа „№13“. По своите характеристики те, като цяло, превъзхождат американския проект.
Веднага след края на Първата световна война Великобритания изпитва значителни икономически и финансови проблеми. Към тях се добавят също и пацифистките настроения, обхванали значителна част от британската общественост. При това, формално разполагайки с най-големия и силен в света военен флот, английските адмирали осъзнават, че в значителната си част той се състои от кораби, които или са остарели, или ще остареят в недалечното бъдеще. В частност, нито един линкор или линеен крайцер, включая и вече строящият се HMS Hood, няма оръдия над 15 дюйма (381 мм), а в същото време всички заложени или планирани за залагане кораби на Япония и САЩ са въоръжени с оръдия 16 дюйма (406 мм) и повече. Въпреки това, да не реагират на предизвикателството, хвърлено отначало от САЩ, а след това и от Япония, англичаните не могат. Загубата на превъзходството по море се разглежда като прелюдия към загубата на империята, и страната се приготвя за включването в нова гонка във военноморските въоръжения. Тъй като потенциалните противници се готвят да въведат в строй цели 32 съвременни линкора и линейни крайцера, чисто количественият отговор явно превъзхожда възможностите на Великобритания, и новите кораби трябва да превъзхождат противника преди всичко качествено.
През 1920 г. конструкторите започват подготовката на две линии проекти – за линкор и линеен крайцер.
Първите проекти за линеен крайцер само малко се отличават от „Худ“ и са под шифъра „К-2“, където цифрата означава броя на оръдията във всяка кула на главния калибър. Следващият проект се именува „К-3“ и предвижда вече триоръдийни кули, разположени по схема, станала впоследствие класическа – две кули в носа на кораба, една на кърмата. Незабавно възниква въпросът за размерите на крайцера. Адмиралите настояват за 457-милиметрови оръдия, но това води към нормална водоизместимост над 50 000 тона, а крайцерът ще може да се ремонтира само в два адмиралтейски дока и не може да премине през Суецкия и Панамския канали. Впоследствие размерите нарастват още повече, и вече крайцерът може да бъде приет само от един британски док, при това частен.
После решават съществено да намалят водоизместимостта, и е подготвен проектът „J-3“. Той може да преминава през каналите, може да влиза в много британски докове, но калибърът на артилерията трябва да се намали до 381 мм, а броневата защита да се отслаби. На фона на новите американски и особено японските проекти „J-3“ изглежда много скромно и е отхвърлен в полза на „I-3“. В него, за първи път, е предложена схемата за съсредоточаване на всички кули на главния калибър в носовата част на кораба, с цел съкращаване на дължината на бронираната цитадела.
Обаче Адмиралтейството не желае да се отказва от 457-мм оръдия и проектът е преработен отново. Вече фигурира под шифъра „H-3“. Конструкторите подготвят три варианта на „H-3“, при това във всичките броят на 457-мм оръдия е намален до 6 в триоръдейни кули и две са поставени в носовата част на крайцера. Обаче броя на оръдията в залпа се признава като съвършено недостатъчен.
Развитие на „H-3“ става проектът „G-3“, подготвен към декември 1920 г. и въоръжен с перспективните 420-мм оръдия. Именно него и приемат за последваща разработка.
| Сравнителни ТТХ на предварителни проекти за линеен крайцер от 1921 г. |                            |                            |                            |                            |                            |
|                                                                       | „К-2“                      | „К-3“                      | „J-3“                      | „I-3“                      | „H-3“                      |
| Пълна водоизместимост, т                                              | 53 100                     | 52 000                     | 43 100                     | 51 750                     | 43 750                     |
| Дължина и ширина, м                                                   | 269,9 × 32,3               | 269,9 × 32,3               | 262,3 × 31,7               | 282,1 × 32,9               | 262,3 × 31,7               |
| Артилерия на главния калибър                                          | 4 × 2 – 457-мм/45          | 3 × 3 – 457-мм/45          | 3 × 3 – 381-мм/42          | 3 × 3 – 457-мм/45          | 2 × 3 – 457-мм/45          |
| Противоминен калибър                                                  | 8 × 2 – 152-мм/50          | 8 × 2 – 152-мм/45          | 6 × 2 – 152-мм/45          | 8 × 2 – 152-мм/45          | 8 × 2 – 152-мм/45          |
| Бордово брониране, главен брониран пояс, мм                           | 305                        | 305                        | 305                        | 305                        | 356                        |
| Брониране на палубата, мм                                             | 178                        | 178                        | 102                        | 178                        | 229                        |
| Брониране на кулите на ГК, мм                                         | 381                        | 381                        | 381                        | 381                        | 457                        |
| Енергетична установка                                                 | паротурбинна, 144 000 к.с. | паротурбинна, 144 000 к.с. | паротурбинна, 151 000 к.с. | паротурбинна, 180 000 к.с. | паротурбинна, 180 000 к.с. |
| Максимална скорост, възела                                            | 30                         | 30                         | 32                         | 32,5                       | 33,75                      |

- Проект К-2
- Проект К-3
- Проект I-3
- Проект H-3a

## Конструкция

### Корпус и архитектура
За постигането на максимално възможна мореходност британските конструктори се отказват от полубачната форма на корпуса и изпълняват проекта гладкопалубен. Заедно с това, значителната дължина на крайцера принуждава използването на транцева кърма, за да може той да влиза в по-голям брой докове.
Архитектурата на „G3“ изглежда доста необичайно за своето време. Две кули на главния калибър са разположени линейно-терасовидно в носовата част на корпуса, а третата се намира в средната част на крайцера, зад масивната надстройка. Такова решение намалява ъглите на обстрел и не дава възможност да се води огън право по кърмата, но за сметка на това позволява по-тясно да се групира артилерията, което позволява съществено да се подобри нейната защита. Веднага зад погреба на третата кула започва машинно-котелното отделение с два димохода.
Противоминната артилерия е разположена побордно, в две групи по 4 кули, в носовата и кърмовата части на корпуса. На кърмата се намират също и всички зенитни оръдия. Това е направено с цел да се защитят откритите зенитни установки от въздействията дулните газове на главния калибър.

### Въоръжение
Главният калибър на линейните крайцери „G3“ се предполага във вид на 9 406-мм оръдия в три триоръдейни кули. Оръдието е разработено от известната оръжейна компания „Елсуик“ (на английски: Elswisk) на основата на нейния проект за 457-мм оръдия. Проектирането е завършено в течение на 1921 г. и фирмата получава поръчка за изготвянето на оръдията.
Оръдието Mk I е конструирано по принципа „лек снаряд – висока начална скорост“. Снарядът тежи 929 кг, масата на пълния заряд съставлява 328 кг, което позволява да се изстрелва снаряда с начална скорост от 814 м/с. Самото оръдие тежи 109 733 кг. В проекта се предполага да се достига скорострелност от 2 изстрела в минута, фактически, на линкорите от типа „Нелсън“, техническата скорострелност не надвишава 1,5 изстрела за минута.
Кулите са със съвършено нова конструкция, която по-рано не е използвана в Кралския флот и са конструирани с оглед опита от сраженията на Първата световна война. Осигурена им е надеждна защита от всички съществуващи към момента на проектирането снаряди и бомби, особено внимание е отделено на въпросите за безопасността на съхраняване на боеприпасите, а ъгълът на възвишение на оръдията достига 40°, което позволява да имат максимална далечина на стрелбата 235 кабелтови (38 450 м). Кулите са разчетени за пълен залп, в същото време по-рано британските тежки кораби стрелят само с полузалпове. Погребите са разчетени за боекомплект от 100 снаряда на ствол. Впоследствие такива оръдия са поставени на линкорите от типа „Нелсън“.
Противоминната артилерия се състои от 16 от най-новите 152-мм оръдия Mk XXII*, разположени в двуоръдейни кули. Боезапасът им се колебае от 150 изстрела на ствол в носовите кули, до 100 изстрела при кърмовите. Оръдието Mk XXII* тежи 9157 кг, и може да изпраща снаряда с тегло от 45,36 кг на дистанция до 23 590 м, при начална скорост 902 м/с и ъгъл на възвишение 45°. Скорострелността им достига 5 изстрела в минута.
Зенитната отбрана трябва да се осигурява от 6 единични оръдия Mk VIII*, с боезапас от 175 фугасни снаряда на ствол, а също известен брой димни и осветителни снаряди. Фугасният снаряд, с дистанционен взривател, тежи 22,68 кг и има начална скорост 749 м/с. Досегаемостта по далечина съставлява 14 780 м (при ъгъл на възвишение 45°), по височина – 9750 м (ъгъл на възвишение 90°). Техническата скорострелност на оръдията достига 12 изстрела в минута, масата на оръдието е 3137 кг.
В близката зона кораба защитават 4 десетстволни установки от 40-мм автомати на „Викерс“ (на английски: Vickers) „Пом-пом“. Боезапасът се предполага като 1000 изстрела на всеки ствол.
Торпедното въоръжение се предполага от 2 от най-новите 622-мм торпедни апарата, макар много експерти да възразяват против поставянето на такова оръжие на тежките артилерийски кораби. Масата на торпедото е 2585 кг, зарядът ТНТ е 337 кг. На скорост от 35 възела торпедото може да измине 13 700 м, на 30 възела – 18 300 м. Боезапасът съставлява 6 торпеда в мирно време и 8 във военно на всеки торпеден апарат.

### Брониране
Броневата защита на линейните крайцери от проекта „G3“, за първи път в британското корабостроене, е проектирана по схемата „всичко или нищо“, която към този момент не е приета още практически никъде в света. Проектантите на кораба, под ръководството на Главния строител на флота Юстас Тенисън д'Ейнкорт, стигат до същия извод, както и на техните американски колеги десетилетие по-рано: жизненоважните части на линейния крайцер се прикриват с максимално дебели броневи плочи, за сметка на пълен отказ от брониране на всичко останало. Счита се, че артилерийския бой на далечна дистанция с вражески кораби, въоръжени с тежка артилерия калибър 380 – 406 мм и повече, изисква именно такава защита, а попаденията в небронирания борд не заплашват кораба със загуба на боеспособност, към това е и голяма вероятността за това, че бронебоен и даже фугасен снаряд в този случай ще премине проходно без да се взриви.
В резултат „G-3“ получават по-мощна бронезащита, отколкото при които и да е съществуващи и проектируеми чуждестранни кораби. Главният пояс в носовата част, срещу артилерийските погреби, има дебелина 356 мм (14 дюйма), енергетичната установка се прикрива с плочи с дебелина 305 мм (12 дюйма). Наклонът на пояса е 18° от вертикала, а също вътрешното му разположение, зад дебелата обшивка на външния борд, още повече усилва неговата съпротивляемост. Броневата палуба също е изпълнена изключително дебела – от 102 до 178 мм (4 – 7 дюйма), над турбинните и котелните отделения, и 203 мм (8 дюйма) над погребите на главния калибър. Такава дебелина имат и покривите на кулите, направени за прикритие на с 14-дюймова броня барбети, а челните плочи достигат дебелина от 444 мм (17,5 дюйма).
Като цяло доста удачната схема на брониране на „G3“ надеждно го защитава от снаряди калибър 406-мм и даже 457-мм, особено на далечни дистанции, а също и от най-тежките авиационни бомби. С изключение създадените след повече от двадесет години линкори от типа „Ямато“, нито един реално построен кораб няма по-добра или поне сравнима бронезащита, чиято здравина още повече се повишава от сравнително по-високото качество на английската броня.
Схемата на защита на линейните крайцери от проекта „G3“, с малки изменения, е впоследствие въплътена в линкорите от типа „Нелсън“, където, обаче, все пак е намалена нейната дебелина, което е резултат от необходимостта да се вместят в 35000-тонен лимит водоизместимост, а също и в проекта за линейни кораби „N3“, бронирането на които, напротив, за сметка на отказ от висока скорост се предполага да бъде усилено.

### Енергетична установка
Силовата установка включва 4 турбозъбчати паротурбинни агрегата със сумарна мощност 160 000 конски сили. Захранването с пара трябва да се осъществява от 20 котела с тънки тръбички. Предполага се развиването на скорост 31 – 32 възела. Запасът гориво включва 5000 тона нефт и като спомагателно гориво 50 тона въглища. Разчетната далечина на плаване трябва да достигне 7000 мили при скорост на хода 16 възела. За нейното достигане необходимата мощност е 20 000 к.с.

## Оценка на проекта
Независимо от трудностите за обективна оценка на нереализирания проекта, експертите се придържат към достатъчно високо мнение за „G3“.
| „     | Формално той се счита за линеен крайцер, макар да има мощно брониране и фактически да се явява бързоходен линкор, предопределящ развитието на този клас през 1930-те години. В случай, че ако проектът бе реализиран, то той би произвел ефект, съпоставим с появата, през 1906 г., на линкора HMS „Dreadnought“: всички създадени към това време дредноути мигновено щяха да устареят. | “ |
| [ 6 ] | |   |

Разбира се, проектът „G3“ има и определени недостатъци. Така например, опитът от бойното използване на линейните крайцери от типа „Дюнкерк“ показва, че наличието на възможност за неограничен обстрел в кърмовия сектор е доста желателно. Но британските адмирали се придържат към настъпателната тактика и смятат дадения проблем за слабозначим. Достатъчно скромна е и дълбочината на противоторпедната защита – около 4 метра.
Известна небалансираност се наблюдава по отношение въоръжението на кораба. Фактически английските корабостроители вървят към значително отслабване на мощта на главния калибър (от 457-мм до 420-мм и след това окончателно избраните 406-мм оръдия), за да съхранят високата скорост и защитеността при приемливи размери. Въплътени в метал, оръдейните установки Mk I 16-inch са поставени на линкорите „Нелсън“ и „Родни“, при това скорострелността, дулната енергия и началната скорост на снаряда не достигат проектните данни, а неговата бронепробиваемост и тегло (929 кг) с малко превъзхождат вече наличните на въоръжение в Кралския флот 381-мм оръдия. Гигантският кораб би се получил сравнително недовъоръжен (което не може да се каже за едновременно разработваните с него линкори от проекта „N3“, които при подобни размери трябва да носят девет 457-мм оръдия).
Що се касае до скоростта, по-ниска, отколкото при „Лексингтън“, то превъзходството на американския кораб не е прекалено значително и е трудно реализуемо в реален бой, а по отношение бронева защита „G3“ обладава явно преимущество. Японските проекти, по мнение на британското Адмиралтейство, не превъзхождат „G3“ по скорост и отстъпват по бронева защита.
| Сравнителни ТТХ на проектите за линейни крайцери от началото на 1920-те г. |                                 |                               |                               |                               |
|                                                                            | „Лексингтън“                    | „Амаги“                       | „№13“                         | „G-3“                         |
| Държава                                                                    |                                 |                               |                               |                               |
| Пълна водоизместимост, т                                                   | 51 217                          | 47 000                        | 47 500                        | 53 909                        |
| Артилерия на главния калибър                                               | 8 × 406-мм/50                   | 10 × 410-мм/45                | 8 × 460-мм/45                 | 9 × 406-мм/45                 |
| Среден калибър                                                             | 16 × 152-мм/53                  | 16 × 140-мм/50, 6 × 120-мм/45 | 16 × 140-мм/50, 8 × 120-мм/45 | 16 × 152-мм/50, 6 × 120-мм/43 |
| Бордово брониране, главен пояс, мм                                         | 178                             | 254                           | 330                           | 305 – 355                     |
| Брониране на палубите, мм                                                  | ?                               | 98                            | 127                           | 100 – 200                     |
| Брониране на кулите на ГК, мм                                              | 280                             | ?                             | ?                             | 430                           |
| Енергетична установка                                                      | турбоелектрическа, 180 000 к.с. | паротурбинна, 131 200 к.с.    | паротурбинна, 150 000 к.с.    | паротурбинна, 160 000 к.с.    |
| Максимална скорост, възела                                                 | 33,5                            | 30                            | 30                            | 31 – 32                       |

В крайна сметка, ако бе реализиран в метал, линейният крайцер от проекта „G3“ не само би превъзхождал съвременните му кораби, но и би се явявал доста опасен противник за линейните кораби от следващо поколение. До влизането в строй на най-късните и съвършени линкори от епохата на Втората световна война – американските от типа „Айова“ и японските „Ямато“ – съчетанието на бойните характеристики го прави безспорно най-силния боен кораб в света.

## Коментари
1. ↑  Приведените данни са според окончателния проект „G-3“, приет през ноември 1921 г.